# آندرس پالومینو
آندرس پالومینو (اسپانیایی: Andrés Palomino‎؛ زادهٔ ۱۹۷۸) فیلم‌نامه‌نویس اهل اسپانیا است.
پالومینو در سال ۲۰۰۲ کار خود را در تلویزیون کاتالونیا آغاز کرد و به نویسندگی برای برنامه کودکانه اسپانیایی کلاب سوپر ۳ پرداخت. پالومینو در تاریخ ۲۵ آوریل ۲۰۰۸ شروع به طراحی و انتشار وب‌کمیک خود با عنوان وقایع‌نگاری‌های پی‌سی‌ان کرد. این وب‌کمیک داستان گروهی از طرفداران سی‌ساله کتاب‌های کمیک، بازی‌های نقش‌آفرینی و بازی‌های ویدیویی را در فضایی طنزآمیز و خودزندگی‌نامه‌گونه روایت می‌کند. بین سال‌های ۲۰۱۰ تا ۲۰۱۱، آندرس نوارنگ‌های کمیک خود را در نسخه آنلاین روزنامه اسپانیایی ۲۰ دقیقه منتشر می‌کرد. از دسامبر ۲۰۰۸، او این مجموعه را گردآوری کرده و به‌صورت مستقل منتشر کرده است. در ماه مه ۲۰۱۰، او به گروه نویسندگان وب‌کمیک کنترل زتا پیوست؛ گروهی که اکنون شامل سرخیو سانچز موران، ژاویِر آگوئدا، کوپا، فادری، زیرتا، لوری‌یل، ران‌تایم-ارور، دِفریکی، کتزال و ایس‌مورگ است.
از فیلم‌ها یا مجموعه‌های تلویزیونی که وی در آن‌ها نقش داشته است، می‌توان به تاریخچهٔ پی‌اس‌ان اشاره نمود.